# Turneja: E, moj narode
Turneja E, moj naroda bila je koncertna turneja Marka Perkovića 2002. godine, a ujedno je i naziv DVD-a s pjesmama izvođenima na njoj.

## Pjesme
Pjesme s DVD-ova izdanja (2002.)
1. Uvod
2. Bojna Čavoglave
3. Anica − Kninska kraljica
4. Ne varaj me
5. Lijepa li si
6. Zašto si se okomila na me
7. Ka bez duše
8. Geni kameni
9. Zaustavi se vjetre
10. Neću izdat ja
11. Iza devet sela
12. E, moj narode